# Gaillarde

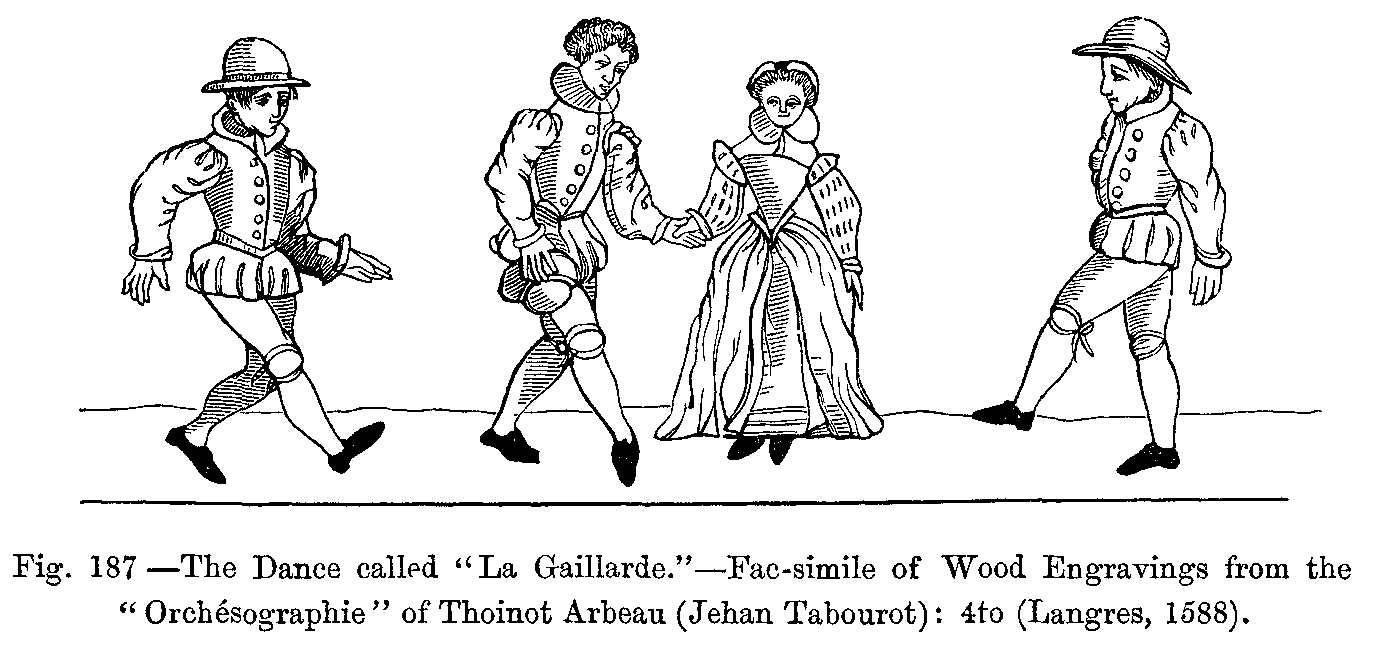
Gaillarde-ot táncoló emberek fametszete

A gaillarde (németül Galliarde, olaszul gagliarda, spanyolul gallarda) egy gyors, hármas lüktetésű francia vagy olasz eredetű tánc, az ugrótáncok és a lépegetők kombinálása. A pavane-hoz hasonlóan eredetileg ez is a kora barokk szvit része volt, majd később a kettő kombinálásából lett a courante.
A gaillarde is eredetileg egy népi tánc volt, 1400 körül kezdett elterjedni, a 15. század végére a legtöbb udvarban ismert volt. A 16. század környékén a tánckönyvekben már igen sok variációja szerepelt.